# Uvea (Insel)
Uvea (teilweise auch Wallis genannt) ist eine etwa 76 km² große Insel im Südpazifik, die mit den umliegenden Inseln das Königreich Uvea bildet. Sie bildet mit einigen kleineren, vorgelagerten Eilanden und Korallenriffen den Archipel der Wallis-Inseln. Uvea gehört politisch zum französischen Überseegebiet Wallis und Futuna, geographisch zu Polynesien.
Auf Uvea leben 8088 Einwohner (Stand 1. Januar 2023). Im Nordosten der Insel liegt mit Mata Utu der Hauptort von Wallis und Futuna.